# Roar Uthaug
Roar Uthaug (* 25. August 1973 in Lørenskog, Norwegen) ist ein norwegischer Filmregisseur und Drehbuchautor.

## Karriere
Im Jahr 2002 machte er seinen Abschluss an der Filmschule in Lillehammer.
Seine Abschlussarbeit, der Film The Martin Administration (Originaltitel: Regjeringen Martin) wurde für die Academy Awards der Academy of Motion Picture Arts and Sciences nominiert.
Am 17. November 2015 gaben MGM und Warner Bros. bekannt, dass Uthaug für die filmische Umsetzung des Tomb-Raider-Reboots von 2013 verantwortlich sein wird.

## Filmografie
- 1993: Snørr
- 1994: En aften i det gronne
- 1996: DX13036
- 1998: A Fistful of Kebab
- 2002: The Martin Administration (Regjeringen Martin)
- 2006: Cold Prey – Eiskalter Tod (Fritt vilt)
- 2008: Cold Prey 2 Resurrection – Kälter als der Tod (Fritt vilt II)
- 2009: Das Geheimnis des magischen Silbers (Julenatt i Blåfjell)
- 2012: Hellfjord (Folge: Special Unit: Hellfjord)
- 2012: Escape – Vermächtnis der Wikinger (Flukt)
- 2015: The Wave – Die Todeswelle (Bølgen)
- 2018: Tomb Raider
- 2022: Troll